# Кострыкин, Александр Александрович
Александр Александрович Кострыкин (1919—2004) — советский хозяйственный, государственный и политический деятель, Герой Социалистического Труда.

## Биография
Родился 14 февраля 1919 года в Царицыне. Член КПСС.
Участник Великой Отечественной войны, лётчик 66-го Киевского штурмового авиационного полка 266-й штурмовой авиационной дивизии, командир звена 140-го гвардейского штурмового авиационного полка 8-й гвардейской штурмовой авиационной Полтавской дивизии, гвардии лейтенант. Награждён двумя орденами Красного Знамени (25.12.1943, 15.05.1944), двумя орденами Отечественной войны I степени (30.08.1943, 06.04.1985), Красной Звезды (14.05.1945).
В 1946—1987 гг. — диспетчер УРДС, старший диспетчер службы движения аэропорта Кольцово Уральского управления гражданской авиации Министерства гражданской авиации СССР.
Указом Президиума Верховного Совета СССР от 9 февраля 1973 года присвоено звание Героя Социалистического Труда с вручением ордена Ленина и золотой медали «Серп и Молот».
Умер в Екатеринбурге 27 февраля 2004 года. Похоронен на Нижне-Исетском кладбище.